# Junglens Hemmelighed
Junglens Hemmelighed er en amerikansk stumfilm fra 1915 af George Melford.

## Medvirkende
- Lou Tellegen som Alec McKenzie.
- Tom Forman som George Allerton.
- Dorothy Davenport som Lucy Allerton.
- James Neill som Dr. Adamson.
- Horace B. Carpenter som McInnery.